# Urtière
Urtière ist eine französische Gemeinde mit 16 Einwohnern (Stand: 1. Januar 2022) im Département Doubs in der Region Bourgogne-Franche-Comté.

## Geographie
Urtière liegt auf 956 m, zehn Kilometer östlich von Maîche und etwa 29 Kilometer südsüdöstlich der Stadt Montbéliard (Luftlinie). Die Streusiedlung erstreckt sich im Jura, in aussichtsreicher Lage auf einer Hochfläche des Höhenrückens zwischen dem Hochplateau von Maîche im Westen und dem tief eingeschnittenen Doubstal im Osten. Das Gemeindegebiet gehört zum Regionalen Naturpark Doubs-Horloger.
Die Fläche des 2,15 km² großen Gemeindegebiets umfasst einen Abschnitt des französischen Juras. Das gesamte Gebiet wird von der schwach reliefierten Hochfläche von Urtière eingenommen, die durchschnittlich auf 950 m liegt. Sie ist teils mit Wies- und Weideland, teils von Wald (Bois de Chancey) bestanden. Mit 988 m wird am Nordosthang des Pré Maillot die höchste Erhebung von Urtière erreicht. Gegen Osten fällt die Hochfläche steil zum canyonartig eingeschnittenen Tal des Doubs ab, wobei die Gemeindegrenze stets oberhalb des bewaldeten Steilhangs verläuft.
Nachbargemeinden von Urtière sind Fessevillers im Norden, Goumois im Osten, Charmauvillers und Damprichard im Süden sowie Belfays im Westen.

## Geschichte
Im Mittelalter gehörte Urtière zum Gebiet der Grafschaft La Roche von Saint-Hippolyte. Zusammen mit der Franche-Comté gelangte das Dorf mit dem Frieden von Nimwegen 1678 an Frankreich.

## Sehenswürdigkeiten

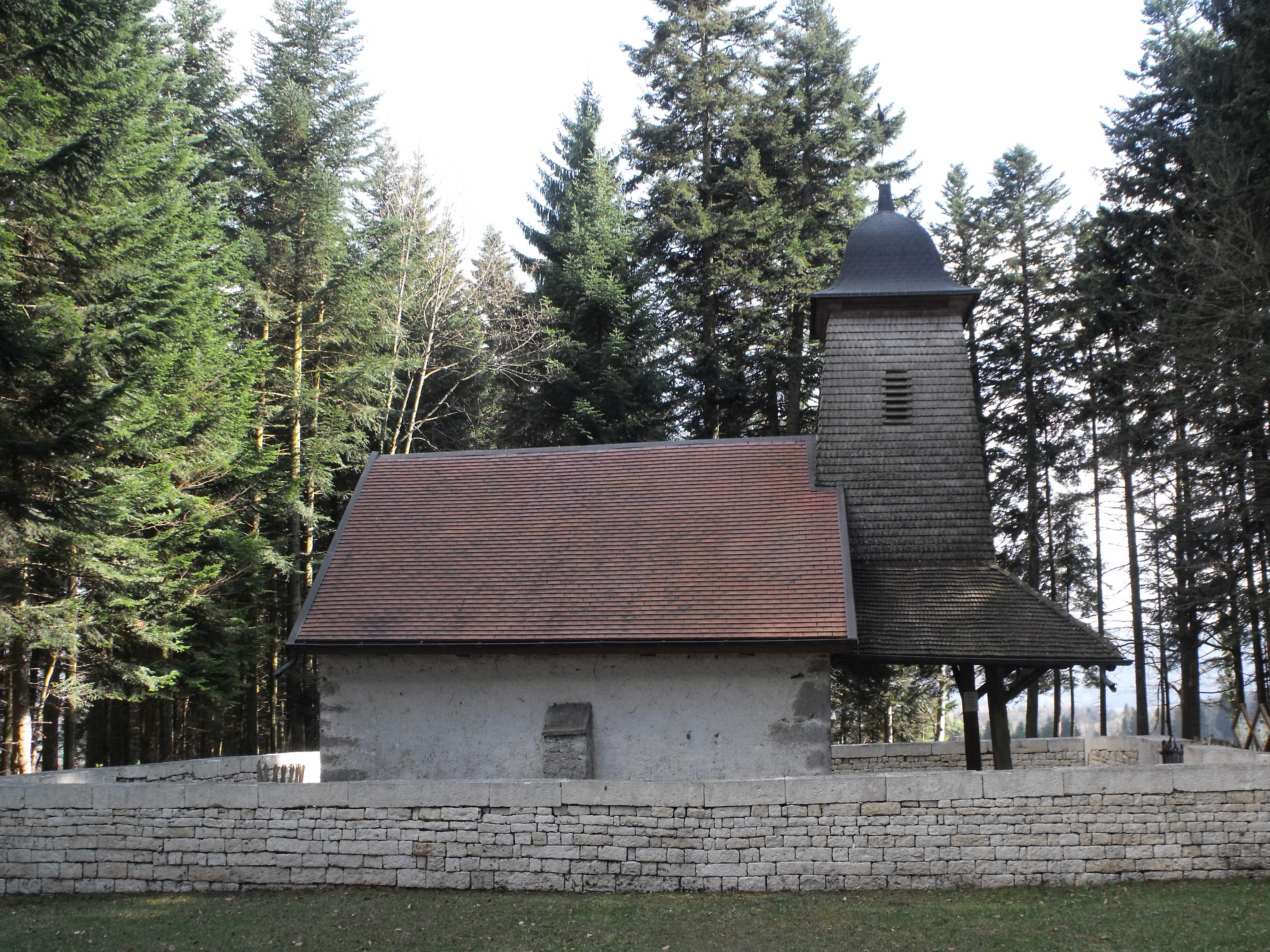
Kapelle Saint-Roch

Die Kapelle Saint-Roch in Urtière wurde im Jahr 1636 errichtet. Sie ist als Monument historique ausgewiesen.

## Bevölkerung
| Jahr                       | 1962 | 1968 | 1975 | 1982 | 1990 | 1999 | 2016 | 2020 |
| Einwohner                  | 21   | 18   | 15   | 17   | 9    | 6    | 8    | 14   |
| Quellen: Cassini und INSEE |      |      |      |      |      |      |      |      |

Mit 16 Einwohnern (Stand 1. Januar 2022) ist Urtière die kleinste Gemeinde des Départements Doubs. Nachdem die Einwohnerzahl in der ersten Hälfte des 20. Jahrhunderts stets im Bereich zwischen 30 und 50 Personen gelegen hatte, wurde seit Beginn der 1950er-Jahre ein kontinuierlicher Bevölkerungsrückgang verzeichnet.

## Wirtschaft und Infrastruktur
Urtière ist noch heute ein durch die Landwirtschaft (Viehzucht und Milchwirtschaft) geprägter Weiler. Außerhalb des primären Sektors gibt es keine Arbeitsplätze im Dorf.
Die Ortschaft liegt abseits der größeren Durchgangsstraßen. Sie ist von der Passhöhe des Col de la Vierge oberhalb von Damprichard und von Belfays her erreichbar.